# Дуранте, Доменико
Доменико Дуранте (Доменико Мария Дуранте, итал. Domenico Maria Durante, 17 декабря 1879, Мураццано, Италия — 21 октября 1944, Турин, Италия) — итальянский художник-академист и футболист, вратарь «Ювентуса» (некоторое время выступал под именем Луиджи Дуранте, итал. Luigi Durante).
В качестве футболиста Доменико Дуранте стал чемпионом Италии в 1905 году. Как художник участвовал в престижных национальных и международных выставках.

## Карьера футболиста

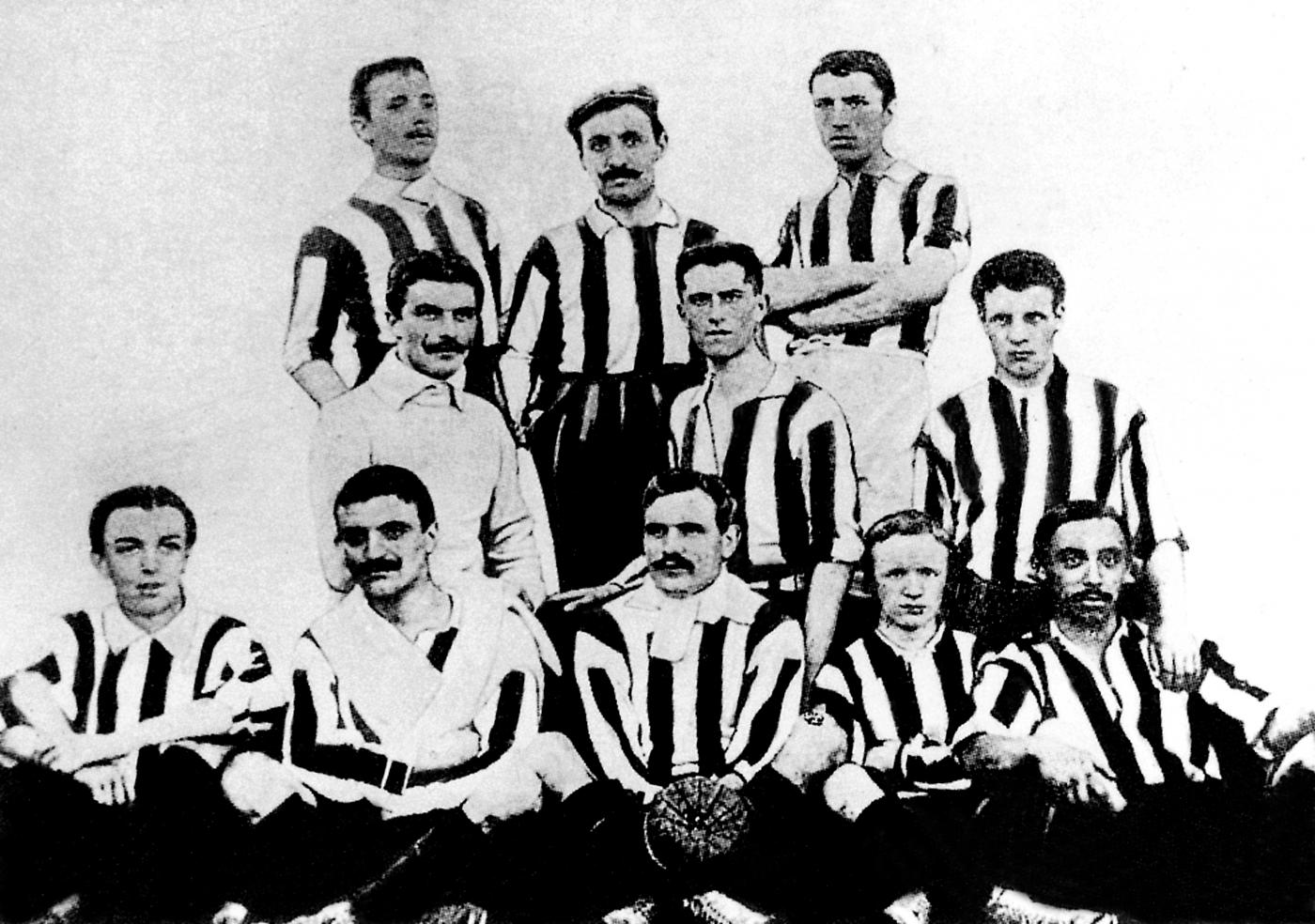
Чемпионский «Ювентус» 1905 года. Дуранте — слева во втором ряду

Доменико Мария Дуранте родился в богатой многодетной семье. Ещё в детстве он увлёкся изобразительным искусством. Для изучения живописи он поступил в престижную Академию изящных искусств Альбертина в Турине. После окончания Дуранте третьего курса его семья потребовала, чтобы он прекратил обучение и занялся семейным бизнесом. Дуранте ответил отказом на это требование, после этого родители прекратили обеспечивать его денежными средствами. Молодой художник стал зарабатывать, продавая свои рисунки, обычно — сделанные углём портреты на основе фотографий.
Вместе с группой своих друзей-студентов Дуранте увлёкся футболом. Он состоял в Обществе гимнастики Турина и первоначально выступал за футбольный клуб «Джиннастика» (с ноября 1899 года), именно за этот клуб сыграл первую документально подтверждённую игру. В чемпионате Италии 1900 года играл в составе этой команды, которая заняла третье (последнее) место в группе отборочного тура в Пьемонте. После окончания сезона Доменико Дуранте перешёл в другой туринский клуб — «Ювентус».
Дуранте стал вторым вратарём в истории «Ювентуса» и первым, который был голкипером этого клуба в течение более, чем одного сезона (первым вратарём команды был студент медицинского факультета Туринского университета Беньямино Андреа Марио Никола, впоследствии игравший за клуб «Торинезе»). Дебютировал за новый клуб 14 апреля 1901 года матчем против своего прежнего клуба «Джиннастика», который закончился со счётом 5:0. «Ювентус» считался командой юношей-студентов из хороших семей и имел сравнительно с другими клубами мало иностранных игроков. Его дебют в финальной стадии этого чемпионата пришёлся на игру против «Милана» 28 апреля 1901 года и был проигран 2:3.
Карьера Дуранте в «Ювентусе» продолжалась одиннадцать сезонов, в которых он пропустил 36 мячей в 30 играх (включая малые турниры, в 36 матчах — 44 голов), по другим данным — 45 в 39 матчах. В 1905 году он был одним из главных героев первого чемпионства в истории «Ювентуса». В 1908 и 1909 годах стал серебряным призёром чемпионата Италии. Современники отмечали, что Дуранте не только хорошо справлялся с обязанностями вратаря, но и создавал хорошее настроение у одноклубников и публики. Когда его партнеров судья наказывал штрафным, Дуранте обращался к зрителям и страдальческим голосом восклицал: «Я взываю к народу!». Когда в воротах Дуранте оказывался мяч, то зрители часто кричали ему: «Зарисуй это!», намекая на профессию голкипера. Голкипер участвовал в первом туринском дерби состоявшемся 13 января 1907 года, когда в матче чемпионата Италии «Торино» встретился с «Ювентусом» на стадионе «Велодром Умберто I» и благодаря голам Федерико Феррари Орси и Ганса Кемпера одержал победу 2:1.
Последний матч футболиста состоялся в очередном туринском дерби против «Торино» 26 февраля 1911 года (матч был проигран со счётом 1:2). Футболист умер в 1944 году в Турине, по другим данным — в местечке Альба (коммуна Кунео). В настоящее время на его доме в Мураццано на улице Рима установлена мемориальная доска.

## Художник и книжный дизайнер

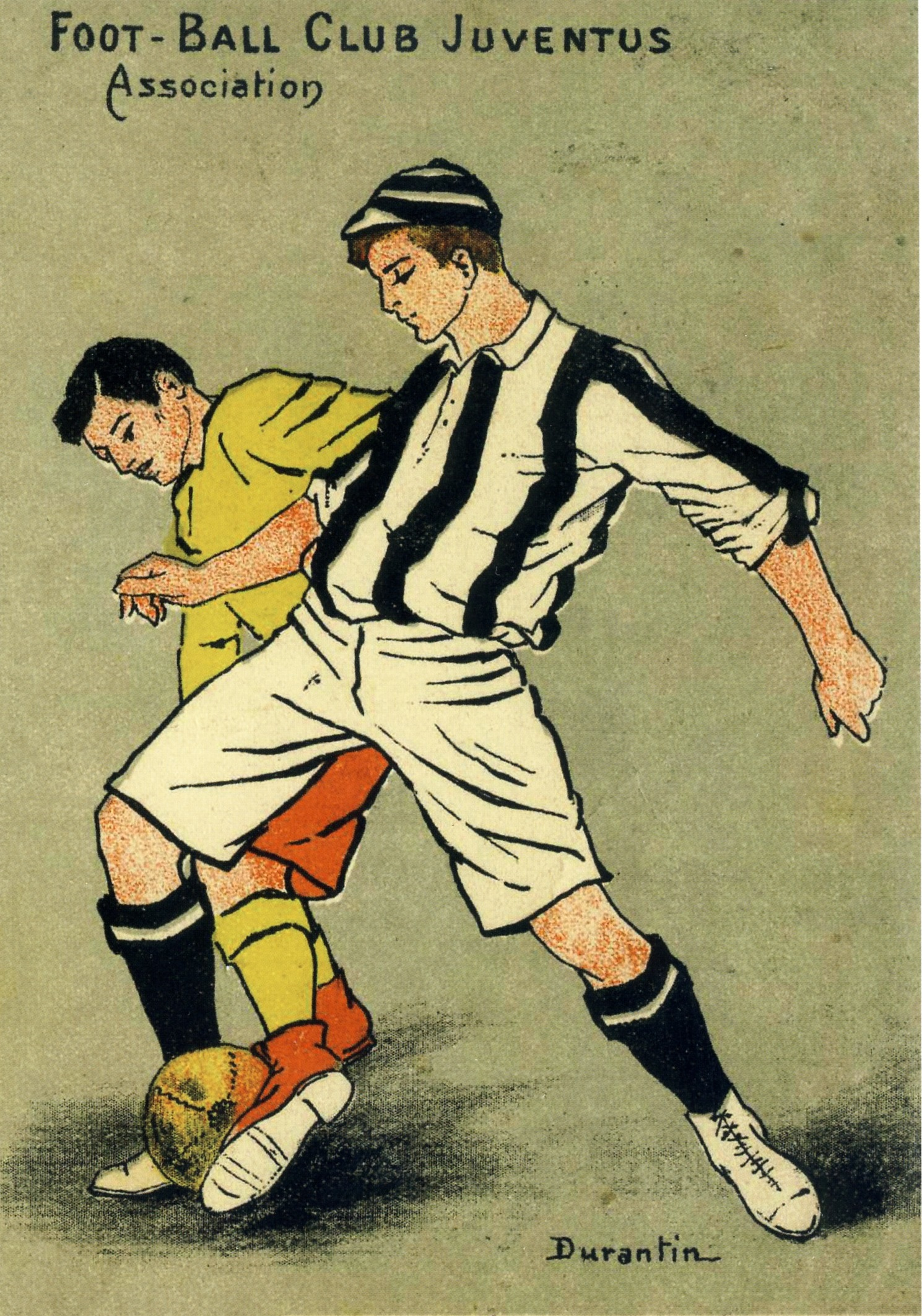
Доменико Дуранте (Дурантин). Футбольный плакат, 1903

Художник успешно окончил Академию. Впервые Доменико Марии Дуранте привлёк к себе внимание в качестве художника в 1902 году на Международной выставке современного декоративного искусства в Турине. Две картины Дуранте «Нищий» и «Девочка», представленные на ней, не остались незамеченными. В 1904 году художник был приглашён на выставку, организованную Обществом изящных искусств во Флоренции, где его картина «Поэт в уединении» завоевала приз местной Торгово-промышленной палаты (итал. Camera di Commercio e Arti). На выставке Общества поддержки изящных искусств в Турине в 1905 году король Италии Виктор Эммануил III приобрёл его картину под названием «Голова старика». В том же году картина «Хрупкость», представленная на выставке в Кунео, была отмечена золотой медалью, а в Генуе другая картина художника «Улыбка» получила высокие оценки от критиков и любителей искусства. В последующие годы Виктор Эммануил III купил и другие его картины: «Богиня» (1910) и «Ожерелье Венеции» в 1912 году.
В 1907 году Дуранте впервые представил две свои картины на Венецианской биеннале, с этого времени он регулярно выставлял здесь свои произведения. Художник участвовал в выставке I Донателлиана в Ливорно в 1909 году, где его картина «Профиль» получила Золотую медаль, а сам он — Крест за заслуги. Его картина «Диана» получила медаль на II Донателлиане в Неаполе в 1910 году, а сам художник — Большой крест. Художник также представлял свои картины на выставке, носившей имя Леонардо да Винчи, во Флоренции в 1911 году, на римских биеннале 1921 и 1925 годах и многих других выставках. Среди картин, выбранных для демонстрации достижений итальянского искусства в Барселоне в 1909 году и в Мюнхене в 1913 году, были две картины Дуранте.
В двадцатые годы он уже был признанным художником; его картины встречались в частных коллекциях не только итальянских, но и английских, немецких, американских, перуанских, польских и даже русских меценатов, а также в собраниях коллекционеров Аргентины и Монако. Картину «Профиль» приобрёл Государственный музей Турина. За свои заслуги в 1921 году он был удостоен звания почётного члена Академии изящных искусств Альбертина в Турине, где когда-то учился живописи.
Он также работал книжным дизайнером (под псевдонимом «Durantin»). Дуранте иллюстрировал ежемесячный клубный журнал «Ура „Ювентус“!» (итал. «Hurrà Juventus») и рекламные кампании туринского «Ювентуса». Вышедший в 1940 году энциклопедический справочник «Кто? Словарь современной Италии» (итал. «Chi è?: Dizionario degli Italiani d'oggi») сообщает о Дуранте как о признанном мастере живописи, перечисляет его выставки и наиболее известные картины, а также упоминает награждение тремя золотыми медалями и региональными премиями.
В настоящее время картины Дуранте находятся в частных коллекциях, выставляются на аукционах (цена на небольшие его пастели колеблется от 2000 до 4000 евро), отдельные работы находятся в коллекциях государственных музеев Италии.

## Особенности творческой манеры
Особый интерес художник испытывал к двум живописным направлениям: живописи эпохи Ренессанса (особенно к творчеству художников эпохи кватроченто) и движению прерафаэлитов. Искусствоведы отмечают скрупулёзность работ Дуранте и его интерес к нравственным проблемам. Часто он изображал свежесть деревенской девушки, чувственность и соблазнительное очарование женщины, принадлежащей к среднему классу. Среди его полотен выделяются портреты детей.
Художник не испытывал интереса к новым течениям в искусстве: футуризму, кубизму и инновациям в целом (его стиль специалисты сближали с творчеством модного туринского академиста Джакомо Гроссо). Как и Гроссо, он специализировался на портрете и жанровой живописи. Свои картины он в основном подписывал «D. M. Durante». Они демонстрируют безупречную технику и часто являются аллюзиями на искусство прошлого, в частности на картины художников итальянского Возрождения. Современные искусствоведы отмечают фотографичность и элитарный академизм его манеры. Критик Дж. Л. Марини отмечает «идеальность его героев», «блестяще написанные костюмы» и «сопровождающие портреты натюрморты».
Большинство картин Дуранте — портреты, часто на них отсутствует пейзаж или интерьер как фон. У художника отсутствуют групповые портреты, единственный персонаж — почти всегда женщина или ребёнок. Эмилио Биссони отмечает сентиментальность его работ, герои Дуранте всегда красивы, изящны и счастливы, уравновешены независимо от своего возраста и социального положения. Особую группу картин художника составляют натюрморты. Спелые фрукты и овощи на них обычно уложены в старинные дорогие вазы из фарфора и майолики, стоящие на столе среди стеклянных и серебряных сосудов. Фон натюрмортов Дуранте чаще всего поглощает тьма. Сюжеты некоторых его полотен являются осовремененными версиями античных мифов («Диана», «Нимфа») или библейских сказаний («Ева», «Благовещение», «Ангел»).
На протяжении всей своей жизни он был горд своим прошлым футболиста, что показывает его автопортрет в футболке «Ювентуса», созданный в конце двадцатых годов, когда ему было почти пятьдесят лет. Как и все его другие картины, он полон цитат из искусства эпохи Возрождения; портрет создан в стиле художников XV века в технике масляной живописи на дереве, а нижняя часть содержит надпись, в которой автор называет себя «футбольным чемпионом и живописцем». В 1960 году вышла небольшая монография профессора Эмилио Биссони, посвящённая творчеству Доменико Дуарте. В настоящее время статью творчеству художника посвятил доктор искусствоведения и специалист в области Ренессанса и барокко Данило Комино. Несколько работ художника были выставлены на ретроспективной экспозиции итальянской живописи XX века в Палаццо Матис (коммуна Бра), критик Моника Бруна отмечала гиперреалистичность его полотен.

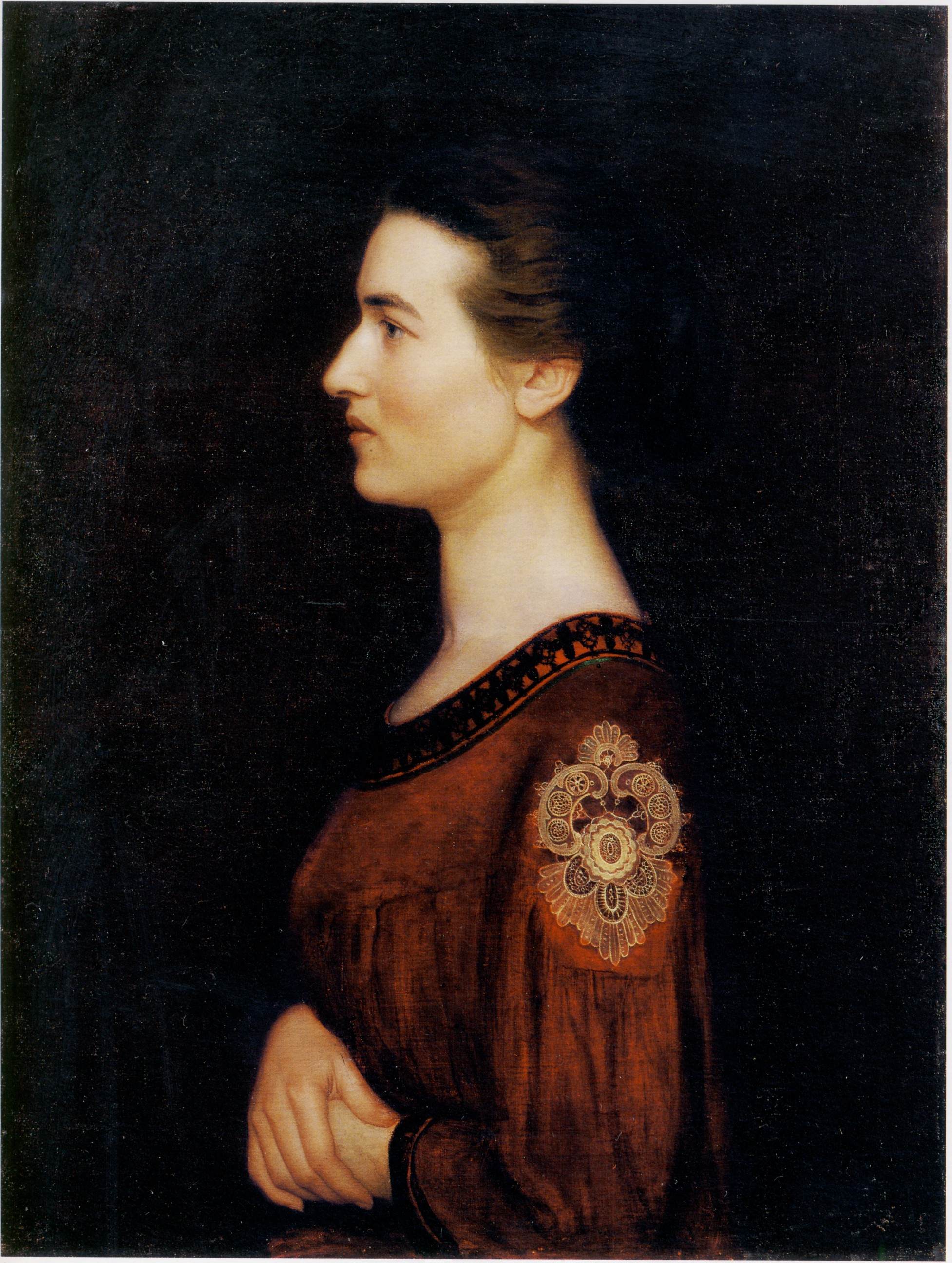
Доменико Дуранте. Профиль, 1908
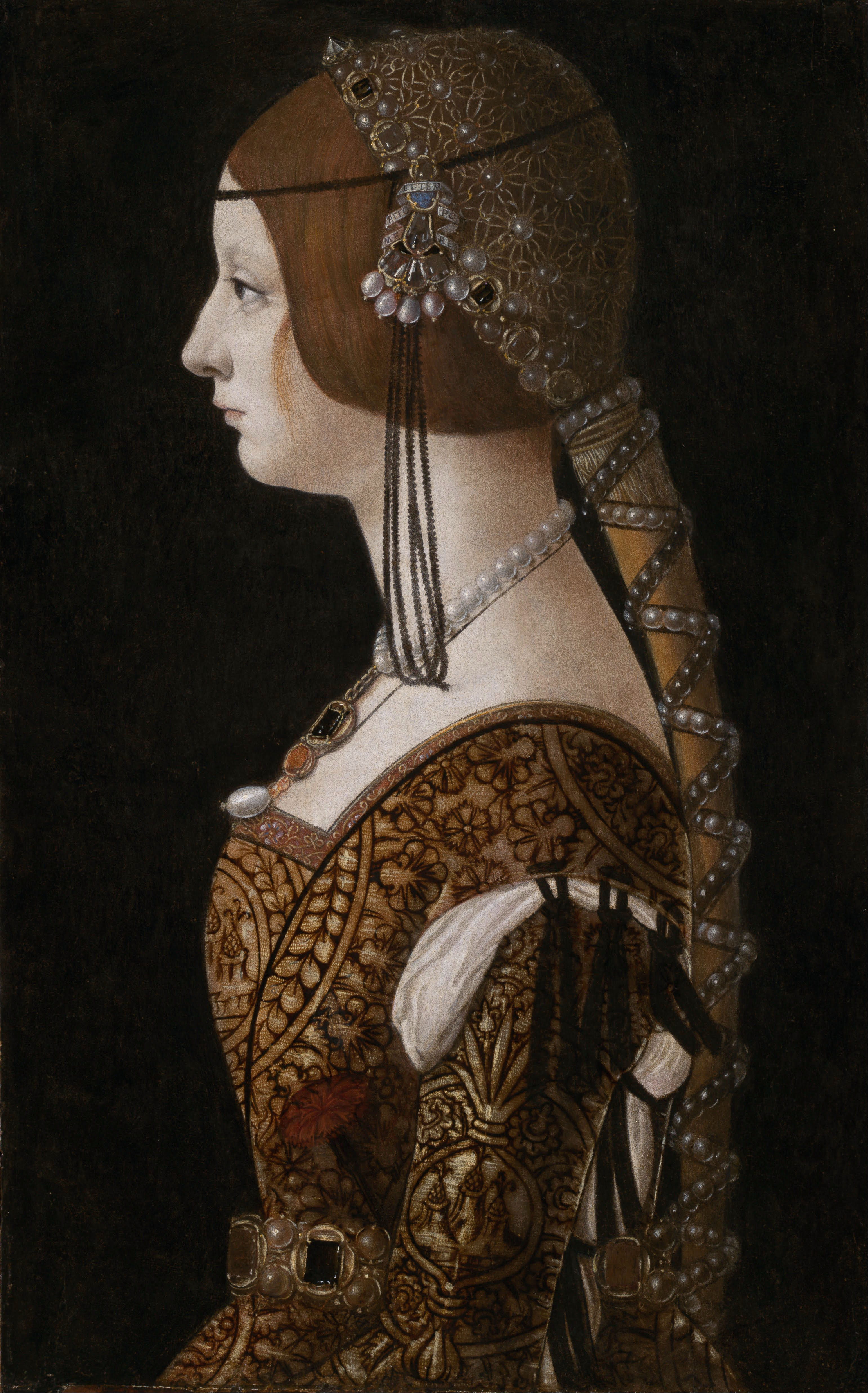
Амброджио де Предис. Бьянка Мария Сфорца, 1493

## Доменико Дуранте в культуре
Доменико Мария Дуранте является персонажем беллетризированного популярно-исторического очерка Роберто Бертони «Ещё здесь! Роман о „Ювентусе“». По сюжету книги пожилой Дуранте рассказывает мальчику Андреа, влюблённому в футбол и болеющему за «Ювентус», историю первой победы клуба в чемпионате Италии в 1905 году.

## Галерея

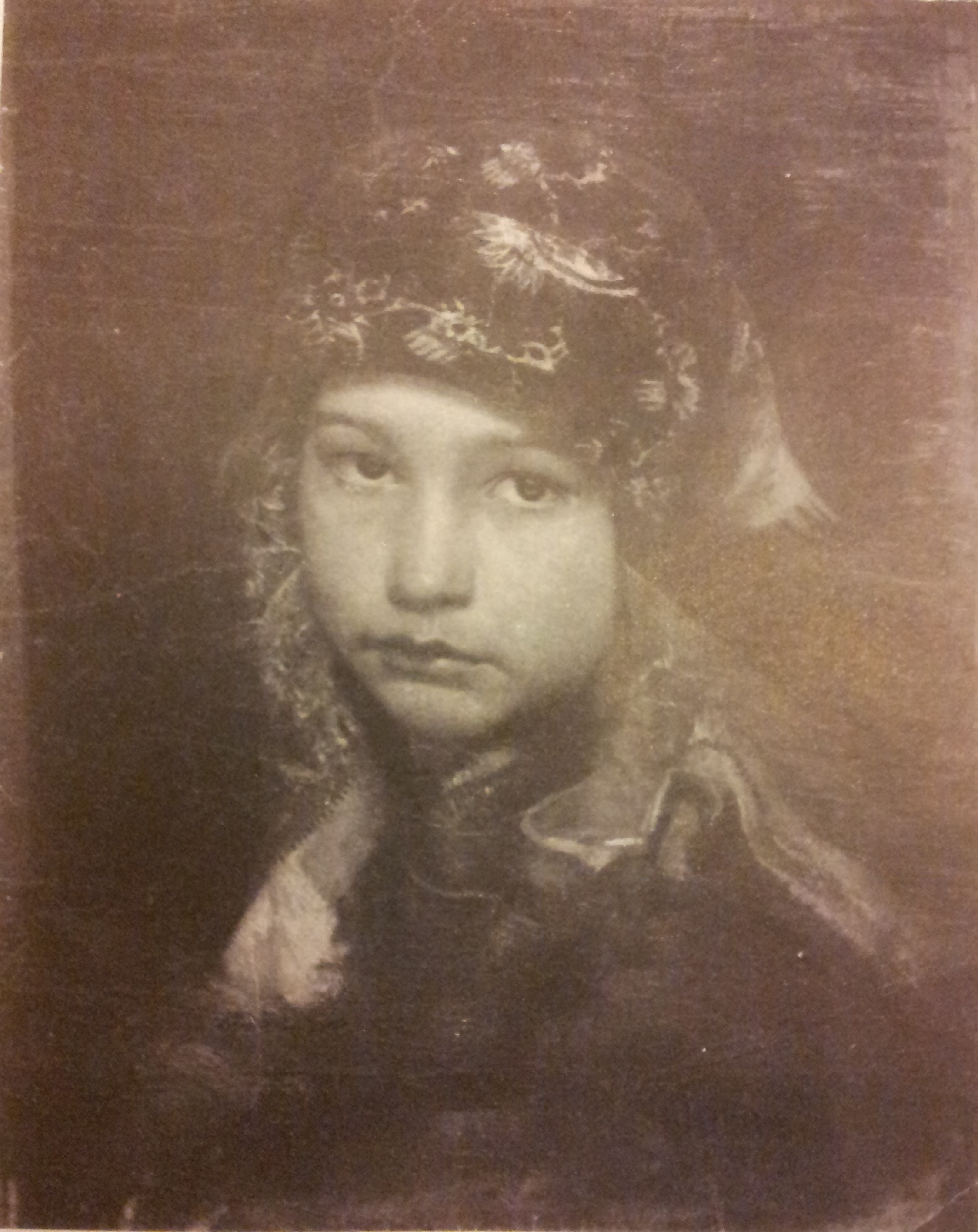
Доменико Дуранте. Богиня, 1908
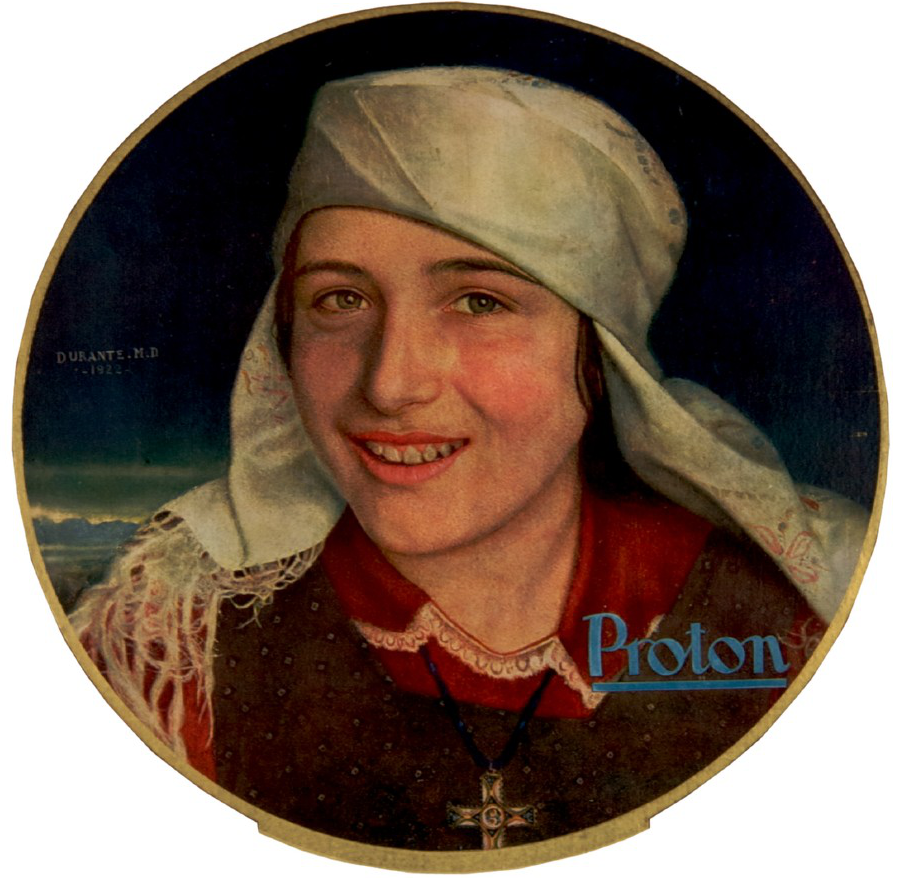
Доменико Дуранте. Протон, 1922. Эстамп
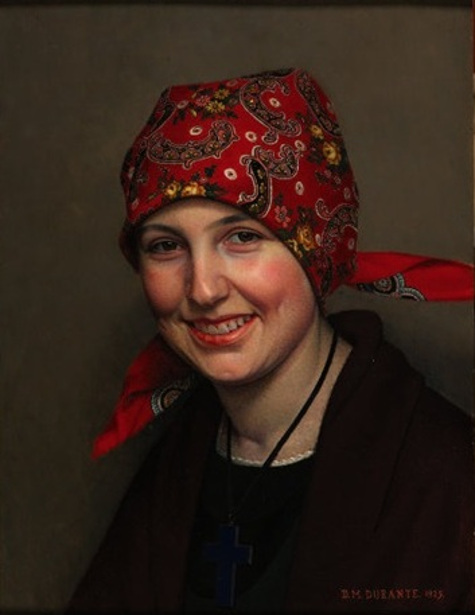
Доменико Дуранте. Mele (в пер. 1) взбитые сливки, крем, 2) перен. медоточивость, слащавость), 1925
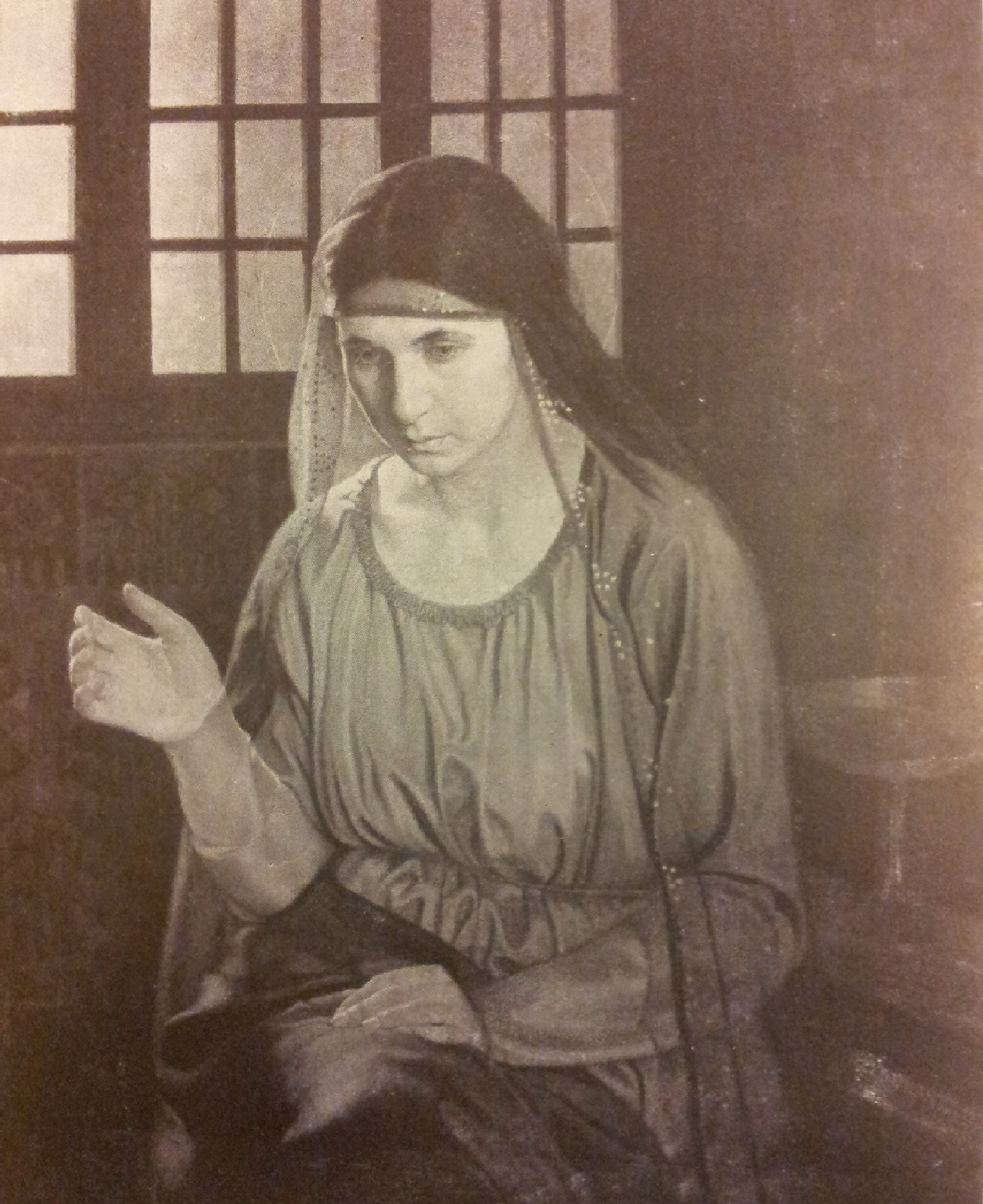
Доменико Дуранте. Благовещение
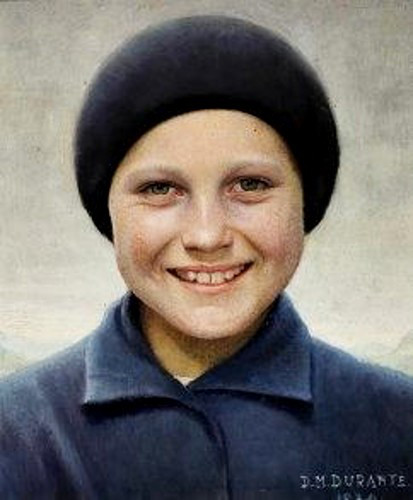
Доменико Дуранте. Амалия, 1934

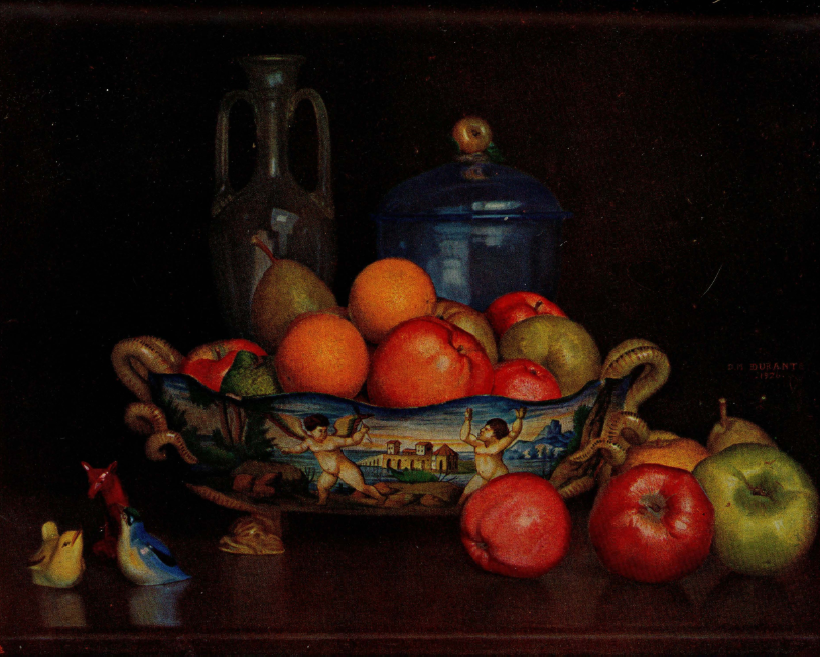
Доменико Дуранте. Натюрморт, 1926
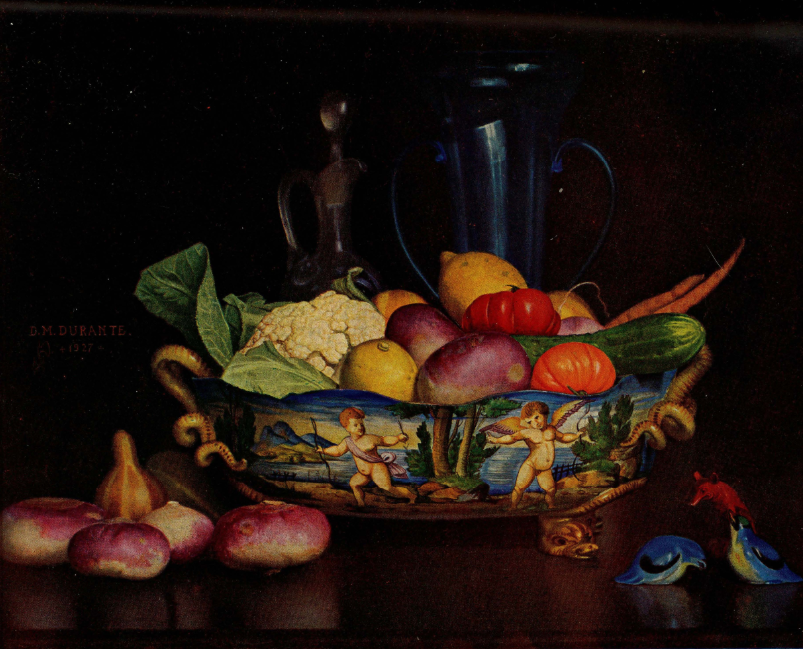
Доменико Дуранте. Натюрморт, 1927

## Статистика в качестве футболиста[3]
Детальная информация о каждом матче содержится в справочнике Массимо Корси, посвящённом первому десятилетию истории команды «Ювентус».
| Сезон       | Футбольный клуб | Чемпионат                   | Чемпионат                   | Чемпионат                    |
| Сезон       | Футбольный клуб | Турнир                      | Количество матчей в турнире | Количество пропущенных голов |
| ----------- | --------------- | --------------------------- | --------------------------- | ---------------------------- |
| 1900        | «Джиннастика»   | Чемпионат Италии по футболу | 1                           | -?                           |
| 1901        | «Ювентус»       | Чемпионат Италии по футболу | 2                           | -3                           |
| 1902        | «Ювентус»       | Чемпионат Италии по футболу | 3                           | -5                           |
| 1903        | «Ювентус»       | Чемпионат Италии по футболу | 5                           | -5                           |
| 1904        | «Ювентус»       | Prima Categoria             | 4                           | -4                           |
| 1905        | «Ювентус»       | Prima Categoria             | 4                           | -3                           |
| 1906        | «Ювентус»       | Prima Categoria             | 5                           | -3                           |
| 1907        | «Ювентус»       | Prima Categoria             | 2                           | -6                           |
| 1908        | «Ювентус»       | Prima Categoria             | 1                           | -2                           |
| 1909        | «Ювентус»       | Prima Categoria             | 3                           | -3                           |
| 1909—1910   | «Ювентус»       | Prima Categoria             | 0                           | -0                           |
| 1910—1911   | «Ювентус»       | Prima Categoria             | 1                           | -2                           |
| «Ювентус»   | «Ювентус»       |                             | 30                          | -36                          |
| Вся карьера | Вся карьера     |                             | 31                          | -36 (?)                      |

## Спортивные награды

### Национальные чемпионаты
«Ювентус»
- Чемпион Италии (1): Чемпионат Италии по футболу 1905[7]